# John Abraham Fisher
John Abraham Fisher (auch Abraham Fisher; * 1744 in Dunstable; † Mai oder Juni 1806 vermutlich in London) war ein englischer Violinvirtuose, Dirigent und Komponist.

## Leben
Seine Ausbildung erhielt Fisher bei dem englischen Violinisten Thomas Pinto (1714–1783). Er trat erstmals 1765 im King’s Theatre in London auf. Im folgenden Jahr wurde er Mitglied der Royal Society of Musicians. Am 5. Juli 1777 wurde er zum Doktor der Musik promoviert. Durch seine Heirat mit einer Miss Powell, Tochter eines der Miteigentümer des Covent Garden Theatre, erhielt er um 1770 einen Miteigentumsanteil von 1⁄16 an diesem Theater und widmete sich fortan der Arbeit am Covent Garden. Nachdem seine Frau gestorben war, verkaufte Fisher den Anteil am Covent Garden und unternahm eine Tournee durch Europa, die ihn durch Frankreich, Deutschland und Russland führte. 1784 erreichte er Wien, wo die Tonkünstler-Societät ihn beschrieb als „Monsieur Fischer, ein Engelländer und virtuoso di Violino.“ Er gewann die Aufmerksamkeit des kaiserlichen Hofes und heiratete im März 1784 die erste Sopranistin (prima donna) Anna Storace. Jedoch misshandelte Fisher seine Frau, und Kaiser Joseph II. annullierte die Ehe und verwies ihn des Landes. Fisher ging nach Dublin, wo er mit Hilfe eines Freundes Konzerte gab und Unterricht erteilte.

## Werke
- Sechs Symphonien, veröffentlicht im Juli 1772 bei Longman, Lukey & Co., London[1]
- Ouvertüre für die Pantomime Prometheus (Uraufführung 1775)
- Oratorium Providence (Uraufführung am 3. Juli 1777 im Sheldonian Theatre)
- Duett Golden Pippin für Trompete und Euphonium